# Álgebra asociativa
En matemáticas, un álgebra asociativa es un módulo que también permite la multiplicación de vectores de manera distributiva y asociativa.

## Definición general
Sean {\displaystyle (R,+,\cdot )} y {\displaystyle (S,+,\cdot )} dos anillos unitarios, y {\displaystyle f:R\longrightarrow S} un homomorfismo entre anillos unitarios (es decir, un homomorfismo de anillos de manera que  {\displaystyle f(1_{R})=1_{S}}). Definimos la operación externa:
{\displaystyle {\begin{matrix}*:&R\times S&\longrightarrow &S\\&(r,s)&\mapsto &f(r)\cdot s\\\end{matrix}}}
Esta operación {\displaystyle *} dota al grupo abeliano {\displaystyle (S,+)} de estructura de {\displaystyle R}-módulo por la izquierda. Esta operación es, además, compatible con el producto {\displaystyle \cdot } del anillo {\displaystyle S} en el siguiente sentido: dados {\displaystyle a,b\in S,,\alpha \in R}, se tiene que {\displaystyle \alpha *(a\cdot b)=(\alpha *a)\cdot b}.

## Caso especial en el que el anillo es un cuerpo
Si tenemos un cuerpo {\displaystyle K}, un anillo {\displaystyle R} y un homomorfismo unitario de anillos {\displaystyle f:K\longrightarrow R}, tenemos entonces que {\displaystyle Kerf=0}, luego {\displaystyle f} es monomorfismo y podemos considerar que {\displaystyle K} es un subanillo de {\displaystyle R} (mediante el primer teorema de isomorfía, {\displaystyle K} es isomorfo a un subanillo de {\displaystyle R}). Un álgebra asociativa sobre un cuerpo K, entonces, puede definirse de manera equivalente como un espacio vectorial sobre K junto con una multiplicación K-bilineal A x A -> A (donde la imagen de (x, y) se escribe como xy) tal que la ley asociativa valga:
- (x y) z = x (y z) para todo x, y y z en A.

La bilinealidad de la multiplicación se puede expresar como
- (x + y) z = x z + y z; para todo x, y, z en A,

- x (y + z) = x y + x z; para todo x, y, z en A,

- a (x y) = (a x) y = x (a y); para todo x, y en A y a en K.

Si A contiene un elemento identidad, es decir un elemento 1 tales que 1x = x1 = x para todo x en A, entonces llamamos a A un álgebra asociativa con uno o unitaria (o unital). Tal álgebra es un anillo y contiene una copia del cuerpo de base K en la forma {a1: a en K}.
La dimensión del álgebra asociativa sobre el cuerpo K es su dimensión como espacio K-vectorial.

### Ejemplos
- Las matrices cuadradas n-por-n con las entradas del cuerpo K forman un álgebra asociativa unitaria sobre K.

- Los números complejos forman un álgebra asociativa unitaria de 2 dimensiones sobre los números reales.

- Los cuaterniones forman un álgebra asociativa unitaria 4-dimensional sobre los reales (pero no un álgebra sobre los números complejos, puesto que los números complejos no conmutan con los cuaterniones).

- Los polinomios con coeficientes reales forman un álgebra asociativa unitaria sobre los reales.

- Dado cualquier espacio de Banach X, los operadores lineales continuos (AB): X → ABX forman un álgebra asociativa unitaria (que usa la composición de operadores como multiplicación); esto es de hecho un álgebra de Banach.

- Dado cualquier espacio topológico X, las funciones continuas valoradas en los reales (o los complejos) en X forman un álgebra asociativa unitaria real (o compleja); aquí sumamos y multiplicamos las funciones punto a punto.

- Un ejemplo de un álgebra asociativa no unitaria viene dado por el conjunto de todas las funciones f: R  -> R  cuyo límite cuando x se acerca a infinito es cero.

- Las álgebras de Clifford son útiles en geometría y física.

- Las álgebras de incidencia de conjuntos parcialmente ordenados localmente finitos son álgebras asociativas unitarias son consideradas en combinatoria.

## Homomorfismos de álgebra
Si A y B son álgebras asociativas sobre el mismo anillo R un homomorfismo de álgebras h: A -> B es un homomorfismo de R-módulos que también es multiplicativa en el sentido que h(xy) = h(x) h(y) para todo x, y en A. Con esta noción de morfismo, la clase de todas las álgebras asociativas sobre R se convierte en una categoría.
Tome por ejemplo el álgebra A de todas las funciones continuas real-valuadas {\displaystyle \mathbb {R} \longrightarrow \mathbb {R} }, y el B = {\displaystyle \mathbb {R} }. ambos son álgebras sobre {\displaystyle \mathbb {R} }, y la función que asigna a cada función continua {\displaystyle f} el número {\displaystyle f(0)} (evaluación en 0) es un homomorfismo de álgebras de A a B.

## Coálgebras
Un álgebra asociativa unitaria sobre R se basa en un morfismo A x A→ A que tiene 2 entradas (multiplicador y multiplicando) y una salida (el producto), así como un morfismo R→A que identificaba los múltiplos escalares de la identidad multiplicativa. Estos dos morfismos pueden ser dualizados con dualidad categorial invirtiendo todas las flechas en los diagramas conmutativos que describen los axiomas del álgebra; esto define una estructura de coálgebra.